# Tarboro Cotton Press

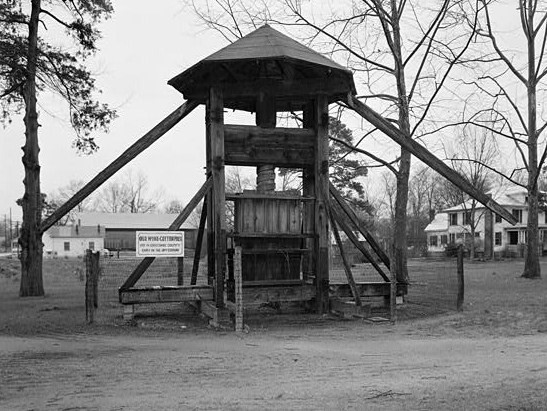
Baumwollpresse in Tarboro

Die Tarboro Cotton Press, oft auch als Norfleet Cotton Press oder Edgecombe County Cotton Press bezeichnet, ist eine Spindelpresse für Baumwolle aus Holz, die in der Mitte des 18. Jahrhunderts im Edgecombe County in North Carolina, Vereinigte Staaten gebaut wurde. Sie wurde später auf den Allmendplatz von Tarboro verlegt und ist seit dem 18. Februar 1971 im National Register of Historic Places verzeichnet. Die Baumwollpresse wurde für den Historic American Buildings Survey dokumentiert.

## Geschichte
Der erste Besitzer der Presse war Isaac Norfleet. Sie wurde ursprünglich auf dessen Plantage 4 km südwestlich von Tarboro als Presse für Cidre und Wein verwendet. Um 1860 wurde die Presse in einer Baumwollpresse umgebaut, da zu dieser Zeit der Bedarf zur Verarbeitung der Baumwollernte sich steigerte. Die Presse ist aus Kiefernholz konstruiert. Sie verfügt über eine große Gewindespindel, die verwendet wird, um die Baumwolle in eine hölzerne Form zu pressen und so den Ballen zu erzeugen. Der Konstruktionsrahmen besteht aus vier aufrechten Pfosten mit Bohrungen. An der Gewindespindel sind zwei lange Balken befestigt, die als „buzzard wings“ (Bussardflügel) bezeichnet werden. An sie waren Zugtiere gespannt, Esel oder Ochsen, um die Drehung der Gewindespindel anzutreiben. Die Gesamthöhe der Presse beträgt 6,7 m.
Abbildungen der Baumwollpresse an ihrem ursprünglichen Standort zeigen sie in einer rechteckigen offene Scheune mit einem steilen hip roof. Die Spitze der Presse ragte durch das Dach hindurch und wurde von einem kleineren ebenfalls rechteckigen Dach bedeckt, das sich mit der Gewindespindel drehte.
Die Presse wurde 1938 auf den Allmendplatz Tarboros an der Albemarle Street verlegt. Die ursprüngliche Scheune wurde abgerissen und am neuen Standort ein kleines achteckiges Dach über der Presse errichtet. Die Restaurierung der Presse wurde 1976 abgeschlossen. Das achteckige Dach wurde entfernt und es entstand ein Pavillon, der der ursprünglichen Scheune nachgebildet war und die Presse vor den Elementen schützen soll.
Es gibt eine ähnliche Baumwollpresse bei Latta in South Carolina, eine andere Baumwollpresse aus dem Antebellum, aber ohne die Flügelbalken befindet sich auf der Magnolia Plantation bei Derry in Louisiana. Dort ist die Gewindespindel fixiert und die Basis wird gedreht, um die Baumwolle zu pressen.